# Sarawaklagen
Sarawaklagen (On the law which has regulated the introduction of new species ) är en skrift författad av Alfred Russel Wallace, publicerad i februari 1855. Den behandlar arternas uppkomst och varför olika arter uppstår, försvinner och ändras. Namnet syftar på Sarawak, en delstat i Malaysia. Hans förklaring är att arter förändras långsamt och att förändringen beror på geografi, klimat och andra omständigheter som bildar ett evolutionärt tryck (inte ett begrepp han använder i skriften) och att arter utvecklas ur varandra. Han spekulerar även om att teorin skulle kunna förklara människornas tillblivelse. Han vänder sig emot Forbes Poläritetsteori.
Sarawaklagen hade en avgörande påverkan på Charles Darwin och var en av orsakerna till att han publicerade Om arternas uppkomst. Wallace tankar är mycket lika Darwins och de två brevväxlade och Wallace skickade exemplar på nyupptäckta arter till sin kollega.

## Den centrala tesen
- Every species has come into existence coincident both in space and time with a pre–existing closely allied species. Varje art har uppstått samtidigt, både i rum och tid, som en redan existerande närbesläktad art.